# Kenta Anraku
Kenta Anraku (安楽 健太 Anraku Kenta?), född 23 oktober 1992 i Nara prefektur, är en japansk fotbollsspelare.
Anraku började sin karriär 2015 i MIO Biwako Shiga. 2016 flyttade han till Grulla Morioka. Han spelade 27 ligamatcher för klubben.